# Mouchin

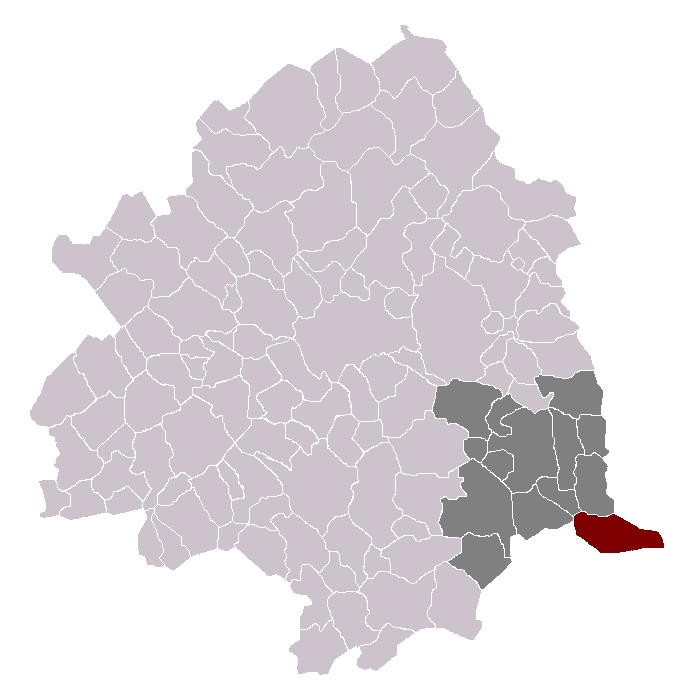
Ubicació de Mouchin dins del cantó i el districte

Mouchin és un municipi francès, situat a la regió dels Alts de França, al departament del Nord. L'any 2006 tenia 1.351 habitants. Limita al nord amb Bachy, al sud amb Aix, al sud-oest amb Nomain, a l'oest amb Genech i al nord-oest amb Cobrieux.

## Demografia
| 1962                                       | 1968  | 1975  | 1982  | 1990  | 1999  | 2006  |
| ------------------------------------------ | ----- | ----- | ----- | ----- | ----- | ----- |
| 1.010                                      | 1.034 | 1.005 | 1.160 | 1.334 | 1.340 | 1.351 |
| Des de 1962: població sense dobles comptes |       |       |       |       |       |       |

## Administració
| Període   | Identitat      | Partit |
| --------- | -------------- | ------ |
| 2001-2008 | Jacques Mahiez |        |
| 2008-     | Paul Lemaire   |        |